# 唐若文
唐若文（Joseph R. Donovan Jr.），美國外交官，2016年至2020年間出任美國駐印尼大使。

## 職務

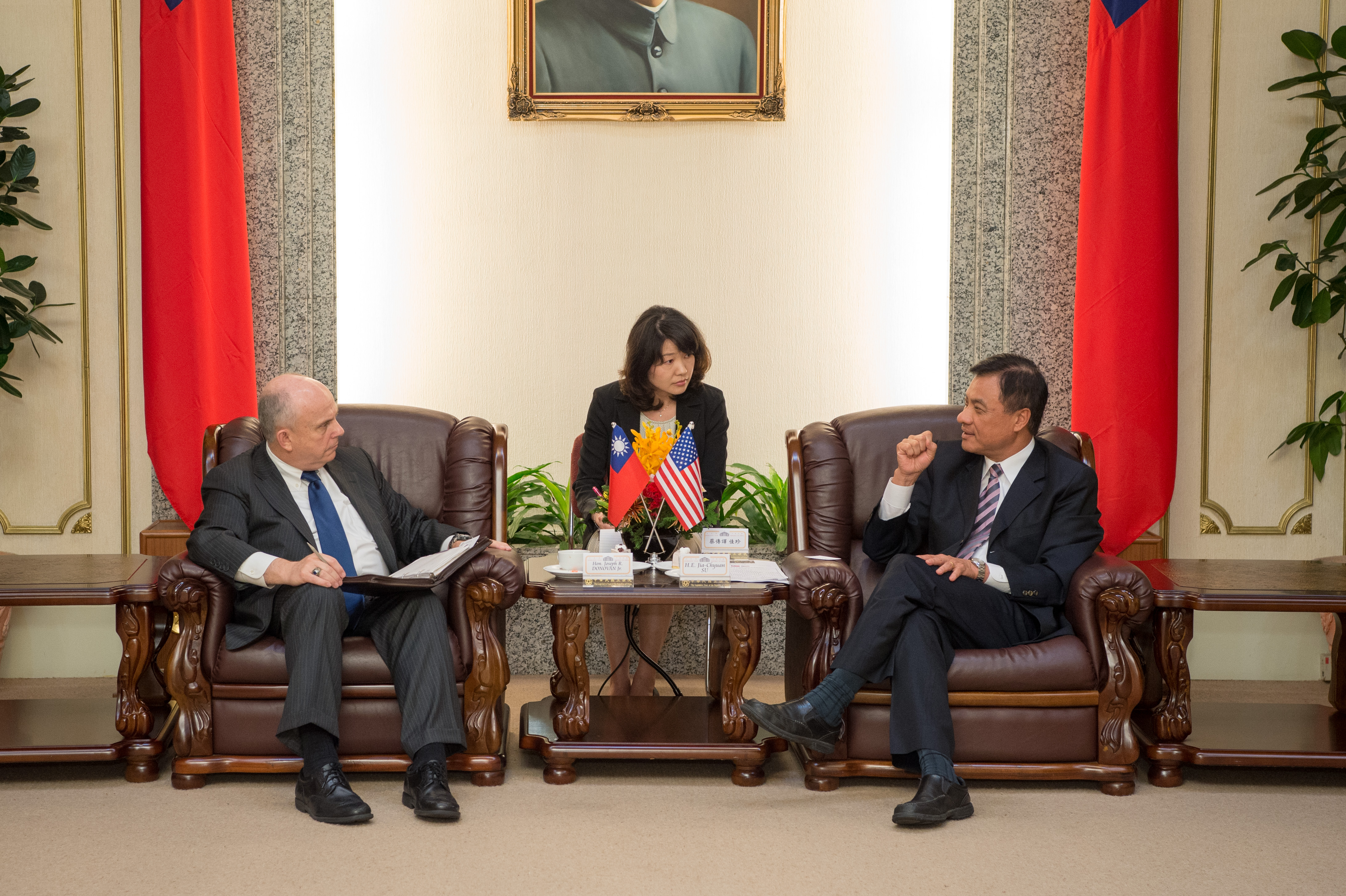
唐若文（左）會見立法院長蘇嘉全，2016年

唐若文於2009年至2011年間擔任美國國務院亞太局首席副助卿，2008年至2009年間任美國駐香港及澳門總領事，他負責在香港特區及澳門特區的工作。在此之前，他於2005年出任美國駐日大使館副館長。2003年至2005年間，他任職亞太局中國、蒙古事務處長。
2014年，接替施藍旗（Barbara J. Schrage）擔任美國在台協會華盛頓總部執行理事。
他早期的外交生涯包括：美國在台協會政治組組長，美國駐日大使館政治副領事及政治軍事事務處處長，美國駐華大使館政治處副處長，美國在台協會高雄分處處長。他還在美國駐韓大使館及駐卡塔爾大使館出任過外交官。

## 生平
唐若文畢業於喬治城大學，主修外交，並取得學士學位。畢業後，他成為維和志願者，在韓國工作和生活兩年。之後赴加州蒙特利美國海軍研究院，主修國家安全事務專業，並取得碩士學位。他出生並成長於紐約州的高申（Goshen）。他與夫人吳美綢（Mei Chou Wu Donovan）育有兩名兒子。